# Europees kampioenschap voetbal onder 21 - 2025
Het Europees kampioenschap voetbal onder 21 van 2025 was de 25ste editie van het Europees kampioenschap voetbal onder 21. Het toernooi werd georganiseerd door Slowakije tussen 11 en 28 juni 2025. Spelers die geboren zijn na 1 januari 2002 waren speelgerechtigd. De titelhouder was Engeland en zij wisten deze te prolongeren door Duitsland in de finale na verlenging met 3–2 te verslaan.

## Gastland
Op 25 januari 2023 maakte het UEFA Executive Committee bekend dat Slowakije als gastland werd aangewezen. De andere kandidaat was Kroatië.

## Kwalificatie

### Gekwalificeerde teams
| Team       | Reden van kwalificatie      | Datum van kwalificatie | Aantal deelnames | Laatste deelname | Beste resultaat                            |
| ---------- | --------------------------- | ---------------------- | ---------------- | ---------------- | ------------------------------------------ |
| Slowakije  | Gastland                    | 25 januari 2023        | 3e               | 2017             | Vierde plaats (2000)                       |
| Nederland  | Winnaar groep C             | 9 september 2024       | 10e              | 2023             | Kampioen (2006, 2007)                      |
| Spanje     | Winnaar groep B             | 10 september 2024      | 17e              | 2023             | Kampioen (1986, 1998, 2011, 2013, 2019)    |
| Portugal   | Winnaar groep G             | 11 oktober 2024        | 11e              | 2023             | Tweede plaats (1994, 2015, 2021)           |
| Duitsland  | Winnaar groep D             | 11 oktober 2024        | 15e              | 2023             | Kampioen (1986, 1998, 2009, 2017, 2021)    |
| Denemarken | Winnaar groep I             | 11 oktober 2024        | 9e               | 2021             | Halve finale (1992, 2015)                  |
| Oekraïne   | Top drie beste nummers twee | 11 oktober 2024        | 4e               | 2023             | Tweede plaats (2006)                       |
| Engeland   | Winnaar groep F             | 12 oktober 2024        | 18e              | 2023             | Kampioen (1982, 1984, 2023)                |
| Roemenië   | Winnaar groep E             | 15 oktober 2024        | 5e               | 2023             | Halve finale (2019)                        |
| Polen      | Top drie beste nummers twee | 15 oktober 2024        | 8e               | 2019             | Kwartfinale (1982, 1984, 1986, 1992, 1994) |
| Slovenië   | Winnaar groep H             | 15 oktober 2024        | 2e               | 2021             | Groepsfase (2021)                          |
| Frankrijk  | Top drie beste nummers twee | 15 oktober 2024        | 12e              | 2023             | Kampioen (1988)                            |
| Italië     | Winnaar groep A             | 15 oktober 2024        | 23e              | 2023             | Kampioen (1992, 1994, 1996, 2000, 2004)    |
| Finland    | Winnaar play-offs           | 19 november 2024       | 2e               | 2009             | Groepsfase (2009)                          |
| Tsjechië   | Winnaar play-offs           | 19 november 2024       | 16e              | 2023             | Kampioen (2002)                            |
| Georgië    | Winnaar play-offs           | 19 november 2024       | 2e               | 2023             | Kwartfinale (2023)                         |

## Speelsteden
| Bratislava                                                             | Trnava                      | Dunajská Streda     | Košice                  |
| ---------------------------------------------------------------------- | --------------------------- | ------------------- | ----------------------- |
| Tehelné pole                                                           | Štadión Antona Malatinského | MOL Aréna           | Košická futbalová aréna |
| Capaciteit: 22.500                                                     | Capaciteit: 18.200          | Capaciteit: 12.700  | Capaciteit: 12.555      |
|                                                                        |                             |                     |                         |
| · Bratislava Trnava Dunajská Streda Trenčín Žilina Košice Prešov Nitra |                             |                     |                         |
| Žilina                                                                 | Trenčín                     | Nitra               | Prešov                  |
| Štadión pod Dubňom                                                     | Štadión na Sihoti           | Štadión pod Zoborom | Futbal Tatran Arena     |
| Capaciteit: 10.897                                                     | Capaciteit: 10.000          | Capaciteit: 7.480   | Capaciteit: 6.500       |
|                                                                        |                             |                     |                         |

## Scheidsrechters
De UEFA selecteerde twaalf scheidsrechterteams en vier scheidsrechters die als vierde official acteerden op het eindtoernooi. Er werd ook één volledig team uit Venezuela geselecteerd, als onderdeel van de samenwerking tussen de UEFA en de Zuid-Amerikaanse CONMEBOL.
| Land         | Scheidsrechter        | 1e assistent-scheidsrechter | 2e assistent-scheidsrechter |
| ------------ | --------------------- | --------------------------- | --------------------------- |
| Azerbeidzjan | Elçin Məsiyev         | Elşad Abdullajev            | Parvin Talibov              |
| Denemarken   | Jakob Sundberg        | Victor Skytte               | Deniz Yurdakul              |
| Georgië      | Goga Kikatsjeisjvili  | David Achvlediani           | Davit Gabisonia             |
| Griekenland  | Vassilis Fotias       | Andreas Meintanas           | Mihalis Papadakis           |
| Italië       | Simone Sozza          | Giovanni Baccini            | Davide Imperiale            |
| Litouwen     | Manfredas Lukjančukas | Mangirdas Mirauskas         | Aleksandras Stepanovas      |
| Nederland    | Sander van der Eijk   | Rens Bluemink               | Stefan de Groot             |
| Polen        | Damian Sylwestrzak    | Adam Karasewicz             | Bartosz Heinig              |
| Schotland    | Nick Walsh            | Daniel McFarlane            | Calum Spence                |
| Servië       | Nenad Minaković       | Nikola Borović              | Boško Božović               |
| Venezuela    | Alexis Herrera        | Lubin Torrealba             | Alberto Ponte               |
| Zwitserland  | Alessandro Dudic      | Pascal Hirzel               | Nicolas Müller              |

Vierde officials
- Boelat Sarijev
- Ishmael Barbara
- Igor Stojčevski
- Michal Očenaš

## Loting

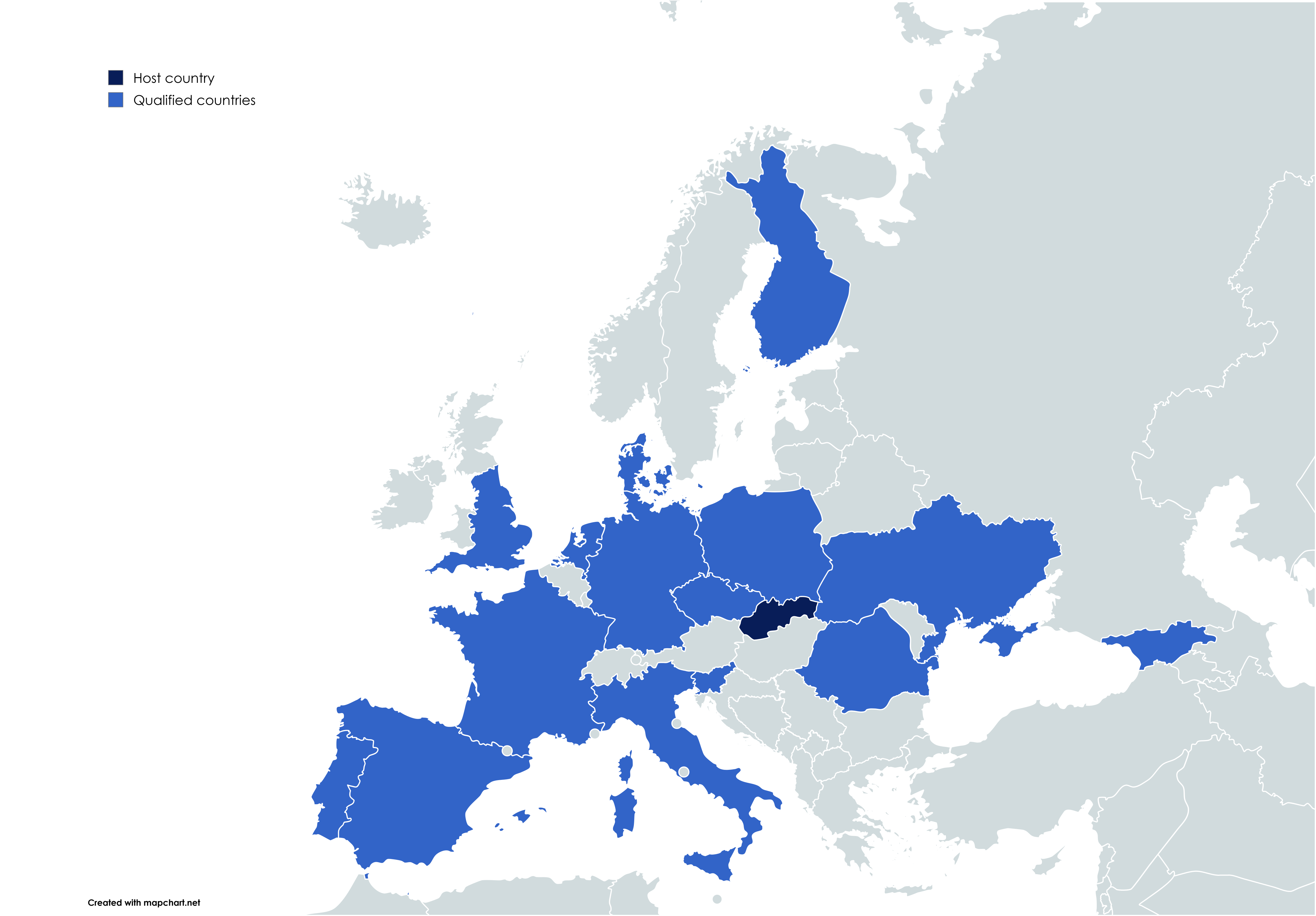
Gekwalificeerde landen

De loting voor de groepsfase vond op 3 december 2024 in Bratislava plaats.
| Pot 1                               | Pot 2                                              | Pot 3                           | Pot 4                                          |
| ----------------------------------- | -------------------------------------------------- | ------------------------------- | ---------------------------------------------- |
| Spanje Duitsland Denemarken Georgië | Engeland (titelhouder) Frankrijk Roemenië Slovenië | Portugal Oekraïne Polen Finland | Nederland Italië Tsjechië Slowakije (gastland) |

## Groepsfase

### Groep A
| Pos | Team          | Wed | W | G | V | Ptn | DV | DT | +/− | Kwalificatie  |
| --- | ------------- | --- | - | - | - | --- | -- | -- | --- | ------------- |
| 1   | Spanje        | 3   | 2 | 1 | 0 | 7   | 6  | 4  | +2  | Knock-outfase |
| 2   | Italië        | 3   | 2 | 1 | 0 | 7   | 3  | 1  | +2  | Knock-outfase |
| 3   | Slowakije (G) | 3   | 1 | 0 | 2 | 3   | 4  | 5  | −1  |               |
| 4   | Roemenië      | 3   | 0 | 0 | 3 | 0   | 2  | 5  | −3  |               |

|                            |                               |         |                                   |                                                                                  |
| 11 juni 2025 18:00 (UTC+2) | Slowakije                     | 2 – 3   | Spanje                            | Tehelné pole, Bratislava Toeschouwers: 19.964 Scheidsrechter: Damian Sylwestrzak |
| 11 juni 2025 18:00 (UTC+2) | Kopásek 48' Suslov 53' (pen.) | Verslag | 16' Pubill 18' Joseph 90' Tárrega | Tehelné pole, Bratislava Toeschouwers: 19.964 Scheidsrechter: Damian Sylwestrzak |

|                            |              |         |          |                                                                                         |
| 11 juni 2025 21:00 (UTC+2) | Italië       | 1 – 0   | Roemenië | Štadión Antona Malatinského, Trnava Toeschouwers: 2.450 Scheidsrechter: Vassilis Fotias |
| 11 juni 2025 21:00 (UTC+2) | Baldanzi 26' | Verslag |          | Štadión Antona Malatinského, Trnava Toeschouwers: 2.450 Scheidsrechter: Vassilis Fotias |

|                            |                              |         |                         |                                                                                   |
| 14 juni 2025 18:00 (UTC+2) | Spanje                       | 2 – 1   | Roemenië                | Tehelné pole, Bratislava Toeschouwers: 10.023 Scheidsrechter: Sander van der Eijk |
| 14 juni 2025 18:00 (UTC+2) | Jauregizar 85' Fernández 88' | Verslag | 4' Munteanu 84' Blănuță | Tehelné pole, Bratislava Toeschouwers: 10.023 Scheidsrechter: Sander van der Eijk |

|                            |           |         |            |                                                                                          |
| 14 juni 2025 21:00 (UTC+2) | Slowakije | 0 – 1   | Italië     | Štadión Antona Malatinského, Trnava Toeschouwers: 15.455 Scheidsrechter: Nenad Minaković |
| 14 juni 2025 21:00 (UTC+2) |           | Verslag | 7' Casadei | Štadión Antona Malatinského, Trnava Toeschouwers: 15.455 Scheidsrechter: Nenad Minaković |

|                            |           |         |                      |                                                                                     |
| 17 juni 2025 21:00 (UTC+2) | Roemenië  | 1 – 2   | Slowakije            | Tehelné pole, Bratislava Toeschouwers: 17.058 Scheidsrechter: Manfredas Lukjančukas |
| 17 juni 2025 21:00 (UTC+2) | Akdağ 67' | Verslag | 11' Obert 57' Suslov | Tehelné pole, Bratislava Toeschouwers: 17.058 Scheidsrechter: Manfredas Lukjančukas |

|                            |               |         |             |                                                                                     |
| 17 juni 2025 21:00 (UTC+2) | Spanje        | 1 – 1   | Italië      | Štadión Antona Malatinského, Trnava Toeschouwers: 12.573 Scheidsrechter: Nick Walsh |
| 17 juni 2025 21:00 (UTC+2) | Rodríguez 53' | Verslag | 59' Pisilli | Štadión Antona Malatinského, Trnava Toeschouwers: 12.573 Scheidsrechter: Nick Walsh |

### Groep B
| Pos | Team      | Wed | W | G | V | Ptn | DV | DT | +/− | Kwalificatie  |
| --- | --------- | --- | - | - | - | --- | -- | -- | --- | ------------- |
| 1   | Duitsland | 3   | 3 | 0 | 0 | 9   | 9  | 3  | +6  | Knock-outfase |
| 2   | Engeland  | 3   | 1 | 1 | 1 | 4   | 4  | 3  | +1  | Knock-outfase |
| 3   | Tsjechië  | 3   | 1 | 0 | 2 | 3   | 5  | 7  | −2  |               |
| 4   | Slovenië  | 3   | 0 | 1 | 2 | 1   | 0  | 5  | −5  |               |

|                            |          |         |                                    |                                                                              |
| 12 juni 2025 21:00 (UTC+2) | Tsjechië | 1 – 3   | Engeland                           | MOL Aréna, Dunajská Streda Toeschouwers: 8.087 Scheidsrechter: Elçin Məsiyev |
| 12 juni 2025 21:00 (UTC+2) | Fila 51' | Verslag | 39' Elliott 48' Rowe 76' Cresswell | MOL Aréna, Dunajská Streda Toeschouwers: 8.087 Scheidsrechter: Elçin Məsiyev |

|                            |                                |         |          |                                                                               |
| 12 juni 2025 21:00 (UTC+2) | Duitsland                      | 3 – 0   | Slovenië | Štadión pod Zoborom, Nitra Toeschouwers: 2.708 Scheidsrechter: Jakob Sundberg |
| 12 juni 2025 21:00 (UTC+2) | Woltemade 19', 42', 82' (pen.) | Verslag |          | Štadión pod Zoborom, Nitra Toeschouwers: 2.708 Scheidsrechter: Jakob Sundberg |

|                            |          |       |          |                                                                                     |
| 15 juni 2025 18:00 (UTC+2) | Engeland | 0 – 0 | Slovenië | Štadión pod Zoborom, Nitra Toeschouwers: 5.217 Scheidsrechter: Goga Kikatsjeisjvili |
| 15 juni 2025 18:00 (UTC+2) | Verslag  |       |          | Štadión pod Zoborom, Nitra Toeschouwers: 5.217 Scheidsrechter: Goga Kikatsjeisjvili |

|                            |                                 |         |                                                 |                                                                               |
| 15 juni 2025 21:00 (UTC+2) | Tsjechië                        | 2 – 4   | Duitsland                                       | MOL Aréna, Dunajská Streda Toeschouwers: 7.870 Scheidsrechter: Alexis Herrera |
| 15 juni 2025 21:00 (UTC+2) | Arrey-Mbi 61' (e.d.) Spáčil 66' | Verslag | 34' Tresoldi 41' Nebel 54' Woltemade 59' Martel | MOL Aréna, Dunajská Streda Toeschouwers: 7.870 Scheidsrechter: Alexis Herrera |

|                            |          |         |                   |                                                                             |
| 18 juni 2025 21:00 (UTC+2) | Slovenië | 0 – 2   | Tsjechië          | MOL Aréna, Dunajská Streda Toeschouwers: 4.028 Scheidsrechter: Simone Sozza |
| 18 juni 2025 21:00 (UTC+2) |          | Verslag | 48' Fila 59' Sejk | MOL Aréna, Dunajská Streda Toeschouwers: 4.028 Scheidsrechter: Simone Sozza |

|                            |           |         |                      |                                                                                    |
| 18 juni 2025 21:00 (UTC+2) | Engeland  | 1 – 2   | Duitsland            | Štadión pod Zoborom, Nitra Toeschouwers: 5.624 Scheidsrechter: Sander van der Eijk |
| 18 juni 2025 21:00 (UTC+2) | Scott 76' | Verslag | 3' Knauff 33' Weiper | Štadión pod Zoborom, Nitra Toeschouwers: 5.624 Scheidsrechter: Sander van der Eijk |

### Groep C
| Pos | Team      | Wed | W | G | V | Ptn | DV | DT | +/− | Kwalificatie  |
| --- | --------- | --- | - | - | - | --- | -- | -- | --- | ------------- |
| 1   | Portugal  | 3   | 2 | 1 | 0 | 7   | 9  | 0  | +9  | Knock-outfase |
| 2   | Frankrijk | 3   | 2 | 1 | 0 | 7   | 7  | 3  | +4  | Knock-outfase |
| 3   | Georgië   | 3   | 1 | 0 | 2 | 3   | 4  | 8  | −4  |               |
| 4   | Polen     | 3   | 0 | 0 | 3 | 0   | 2  | 11 | −9  |               |

|                            |          |       |           |                                                                                      |
| 11 juni 2025 21:00 (UTC+2) | Portugal | 0 – 0 | Frankrijk | Štadión na Sihoti, Trenčín Toeschouwers: 4.932 Scheidsrechter: Manfredas Lukjančukas |
| 11 juni 2025 21:00 (UTC+2) | Verslag  |       |           | Štadión na Sihoti, Trenčín Toeschouwers: 4.932 Scheidsrechter: Manfredas Lukjančukas |

|                            |                       |         |                                |                                                                                 |
| 11 juni 2025 21:00 (UTC+2) | Polen                 | 1 – 2   | Georgië                        | Štadión pod Dubňom, Žilina Toeschouwers: 2.218 Scheidsrechter: Alessandro Dudic |
| 11 juni 2025 21:00 (UTC+2) | Kałuziński 73' (pen.) | Verslag | 55' Lominadze 90+3' Gordeziani | Štadión pod Dubňom, Žilina Toeschouwers: 2.218 Scheidsrechter: Alessandro Dudic |

|                            |                                                   |         |       |                                                                           |
| 14 juni 2025 18:00 (UTC+2) | Portugal                                          | 5 – 0   | Polen | Štadión na Sihoti, Trenčín Toeschouwers: 4.469 Scheidsrechter: Nick Walsh |
| 14 juni 2025 18:00 (UTC+2) | Quenda 16', 24' Araújo 30' Bernardo 41' Gomes 63' | Verslag |       | Štadión na Sihoti, Trenčín Toeschouwers: 4.469 Scheidsrechter: Nick Walsh |

|                            |                                          |         |                             |                                                                               |
| 14 juni 2025 21:00 (UTC+2) | Frankrijk                                | 3 – 2   | Georgië                     | Štadión pod Dubňom, Žilina Toeschouwers: 3.687 Scheidsrechter: Jakob Sundberg |
| 14 juni 2025 21:00 (UTC+2) | Tel 35' (pen.) Lepenant 89' Barry 90+12' | Verslag | 76' Aboeasjvili 84' Sazonov | Štadión pod Dubňom, Žilina Toeschouwers: 3.687 Scheidsrechter: Jakob Sundberg |

|                            |              |         |                                                       |                                                                              |
| 17 juni 2025 18:00 (UTC+2) | Georgië      | 0 – 4   | Portugal                                              | Štadión na Sihoti, Trenčín Toeschouwers: 4.573 Scheidsrechter: Elçin Məsiyev |
| 17 juni 2025 18:00 (UTC+2) | Odisharia 5' | Verslag | 24' Pinheiro 62' Quenda 87' Gomes 90+5' (pen.) Araújo | Štadión na Sihoti, Trenčín Toeschouwers: 4.573 Scheidsrechter: Elçin Məsiyev |

|                            |                                    |         |           |                                                                                |
| 17 juni 2025 18:00 (UTC+2) | Frankrijk                          | 4 – 1   | Polen     | Štadión pod Dubňom, Žilina Toeschouwers: 7.288 Scheidsrechter: Nenad Minaković |
| 17 juni 2025 18:00 (UTC+2) | Zézé 18' Cissé 19', 29' Abline 82' | Verslag | 61' Mosór | Štadión pod Dubňom, Žilina Toeschouwers: 7.288 Scheidsrechter: Nenad Minaković |

### Groep D
| Pos | Team       | Wed | W | G | V | Ptn | DV | DT | +/− | Kwalificatie  |
| --- | ---------- | --- | - | - | - | --- | -- | -- | --- | ------------- |
| 1   | Denemarken | 3   | 2 | 1 | 0 | 7   | 7  | 5  | +2  | Knock-outfase |
| 2   | Nederland  | 3   | 1 | 1 | 1 | 4   | 5  | 4  | +1  | Knock-outfase |
| 3   | Oekraïne   | 3   | 1 | 0 | 2 | 3   | 4  | 5  | −1  |               |
| 4   | Finland    | 3   | 0 | 2 | 1 | 2   | 4  | 6  | −2  |               |

|                            |                           |         |                                   |                                                                                      |
| 12 juni 2025 18:00 (UTC+2) | Oekraïne                  | 2 – 3   | Denemarken                        | Futbal Tatran Arena, Prešov Toeschouwers: 5.458 Scheidsrechter: Goga Kikatsjeisjvili |
| 12 juni 2025 18:00 (UTC+2) | Volosjyn 22' Braharoe 78' | Verslag | 63' Bischoff 81' Bøving 88' Osula | Futbal Tatran Arena, Prešov Toeschouwers: 5.458 Scheidsrechter: Goga Kikatsjeisjvili |

|                            |                        |         |                        |                                                                                    |
| 12 juni 2025 21:00 (UTC+2) | Finland                | 2 – 2   | Nederland              | Košická futbalová aréna, Košice Toeschouwers: 7.369 Scheidsrechter: Alexis Herrera |
| 12 juni 2025 21:00 (UTC+2) | Terho 25' Keskinen 28' | Verslag | 59' Valente 90+3' Poku | Košická futbalová aréna, Košice Toeschouwers: 7.369 Scheidsrechter: Alexis Herrera |

|                            |         |         |                                           |                                                                                      |
| 15 juni 2025 18:00 (UTC+2) | Finland | 0 – 2   | Oekraïne                                  | Košická futbalová aréna, Košice Toeschouwers: 8.636 Scheidsrechter: Alessandro Dudic |
| 15 juni 2025 18:00 (UTC+2) |         | Verslag | 28' Vanat 49' Braharoe 55', 90+1' Brazjko | Košická futbalová aréna, Košice Toeschouwers: 8.636 Scheidsrechter: Alessandro Dudic |

|                            |                        |         |                |                                                                              |
| 15 juni 2025 21:00 (UTC+2) | Nederland              | 1 – 2   | Denemarken     | Futbal Tatran Arena, Prešov Toeschouwers: 5.434 Scheidsrechter: Simone Sozza |
| 15 juni 2025 21:00 (UTC+2) | Provstgaard 19' (e.d.) | Verslag | 35', 47' Osula | Futbal Tatran Arena, Prešov Toeschouwers: 5.434 Scheidsrechter: Simone Sozza |

|                            |                 |         |                         |                                                                                        |
| 18 juni 2025 18:00 (UTC+2) | Denemarken      | 2 – 2   | Finland                 | Košická futbalová aréna, Košice Toeschouwers: 6.940 Scheidsrechter: Damian Sylwestrzak |
| 18 juni 2025 18:00 (UTC+2) | Harder 10', 68' | Verslag | 73' Skyttä 82' Keskinen | Košická futbalová aréna, Košice Toeschouwers: 6.940 Scheidsrechter: Damian Sylwestrzak |

|                            |                                       |         |          |                                                                                 |
| 18 juni 2025 18:00 (UTC+2) | Nederland                             | 2 – 0   | Oekraïne | Futbal Tatran Arena, Prešov Toeschouwers: 5.216 Scheidsrechter: Vassilis Fotias |
| 18 juni 2025 18:00 (UTC+2) | Valente 34' Van Bergen 57' Regeer 81' | Verslag |          | Futbal Tatran Arena, Prešov Toeschouwers: 5.216 Scheidsrechter: Vassilis Fotias |

## Knock-outfase
In de knock-outfase werd er verlengd bij een gelijke stand na 90 minuten. Indien er dan nog geen winnaar was, werden er strafschoppen genomen om een winnaar te bepalen.
|  | Kwartfinale               | Kwartfinale      |                      |   | Halve finale | Halve finale |  |  | Finale | Finale |
|  |                           |                  |                      |   |              |              |  |  |        |        |
|  | 21 juni – Trnava          |                  |                      |   |              |              |  |  |        |        |
|  |                           |                  |                      |   |              |              |  |  |        |        |
|  | Spanje                    | 1                |                      |   |              |              |  |  |        |        |
|  | Spanje                    | 1                | 25 juni – Bratislava |   |              |              |  |  |        |        |
|  | Engeland                  | 3                |                      |   |              |              |  |  |        |        |
|  | Engeland                  | 3                | Engeland             | 2 |              |              |  |  |        |        |
|  | 21 juni – Žilina          |                  | Engeland             | 2 |              |              |  |  |        |        |
|  |                           | Nederland        | 1                    |   |              |              |  |  |        |        |
|  | Portugal                  | Nederland        | 1                    | 0 |              |              |  |  |        |        |
|  | Portugal                  |                  | 28 juni – Bratislava | 0 |              |              |  |  |        |        |
|  | Nederland                 | 1                |                      |   |              |              |  |  |        |        |
|  | Nederland                 | 1                | Engeland (w.n.v.)    | 3 |              |              |  |  |        |        |
|  | 22 juni – Dunajská Streda |                  | Engeland (w.n.v.)    | 3 |              |              |  |  |        |        |
|  |                           | Duitsland        | 2                    |   |              |              |  |  |        |        |
|  | Duitsland (w.n.v.)        | Duitsland        | 2                    | 3 |              |              |  |  |        |        |
|  | Duitsland (w.n.v.)        | 25 juni – Košice |                      | 3 |              |              |  |  |        |        |
|  | Italië                    | 2                |                      |   |              |              |  |  |        |        |
|  | Italië                    | 2                | Duitsland            | 3 |              |              |  |  |        |        |
|  | 22 juni – Prešov          |                  | Duitsland            | 3 |              |              |  |  |        |        |
|  |                           | Frankrijk        | 0                    |   |              |              |  |  |        |        |
|  | Denemarken                | Frankrijk        | 0                    | 2 |              |              |  |  |        |        |
|  | Denemarken                |                  |                      | 2 |              |              |  |  |        |        |
|  | Frankrijk                 | 3                |                      |   |              |              |  |  |        |        |
|  | Frankrijk                 | 3                |                      |   |              |              |  |  |        |        |

### Kwartfinales
|                            |          |         |                              |                                                                                     |
| 21 juni 2025 18:00 (UTC+2) | Portugal | 0 – 1   | Nederland                    | Štadión pod Dubňom, Žilina Toeschouwers: 7.117 Scheidsrechter: Goga Kikatsjeisjvili |
| 21 juni 2025 18:00 (UTC+2) |          | Verslag | 19', 21' Van Bommel 84' Poku | Štadión pod Dubňom, Žilina Toeschouwers: 7.117 Scheidsrechter: Goga Kikatsjeisjvili |

|                            |                   |         |                                              |                                                                                      |
| 21 juni 2025 21:00 (UTC+2) | Spanje            | 1 – 3   | Engeland                                     | Štadión Antona Malatinského, Trnava Toeschouwers: 8.247 Scheidsrechter: Simone Sozza |
| 21 juni 2025 21:00 (UTC+2) | Guerra 39' (pen.) | Verslag | 10' McAtee 15' Elliott 90+4' (pen.) Anderson | Štadión Antona Malatinského, Trnava Toeschouwers: 8.247 Scheidsrechter: Simone Sozza |

|                            |                           |         |                              |                                                                                     |
| 22 juni 2025 18:00 (UTC+2) | Denemarken                | 2 – 3   | Frankrijk                    | Futbal Tatran Arena, Prešov Toeschouwers: 5.513 Scheidsrechter: Sander van der Eijk |
| 22 juni 2025 18:00 (UTC+2) | Bischoff 18' Sørensen 49' | Verslag | 44' Cissé 84' Merlin 85' Tel | Futbal Tatran Arena, Prešov Toeschouwers: 5.513 Scheidsrechter: Sander van der Eijk |

|                            |                                    |              |                                                               |                                                                                      |
| 22 juni 2025 21:00 (UTC+2) | Duitsland                          | 3 – 2 (n.v.) | Italië                                                        | MOL Aréna, Dunajská Streda Toeschouwers: 6.503 Scheidsrechter: Manfredas Lukjančukas |
| 22 juni 2025 21:00 (UTC+2) | Woltemade 68' Weiper 87' Röhl 117' | Verslag      | 58' Koleosho 63', 81' Gnonto 90', 90' Zanotti 90+6' Ambrosino | MOL Aréna, Dunajská Streda Toeschouwers: 6.503 Scheidsrechter: Manfredas Lukjančukas |

### Halve finales
|                            |                  |         |           |                                                                               |
| 25 juni 2025 18:00 (UTC+2) | Engeland         | 2 – 1   | Nederland | Tehelné pole, Bratislava Toeschouwers: 14.719 Scheidsrechter: Vassilis Fotias |
| 25 juni 2025 18:00 (UTC+2) | Elliott 62', 86' | Verslag | 72' Ohio  | Tehelné pole, Bratislava Toeschouwers: 14.719 Scheidsrechter: Vassilis Fotias |

|                            |                                     |         |           |                                                                                 |
| 25 juni 2025 21:00 (UTC+2) | Duitsland                           | 3 – 0   | Frankrijk | Košická futbalová aréna, Košice Toeschouwers: 11.913 Scheidsrechter: Nick Walsh |
| 25 juni 2025 21:00 (UTC+2) | Weiper 8' Woltemade 14' Gruda 90+5' | Verslag |           | Košická futbalová aréna, Košice Toeschouwers: 11.913 Scheidsrechter: Nick Walsh |

### Finale
|                            |                                    |              |                        |                                                                                   |
| 28 juni 2025 21:00 (UTC+2) | Engeland                           | 3 – 2 (n.v.) | Duitsland              | Tehelné pole, Bratislava Toeschouwers: 19.153 Scheidsrechter: Sander van der Eijk |
| 28 juni 2025 21:00 (UTC+2) | Elliott 5' Hutchinson 24' Rowe 92' | Verslag      | 45+1' Weiper 61' Nebel | Tehelné pole, Bratislava Toeschouwers: 19.153 Scheidsrechter: Sander van der Eijk |

## Doelpuntenmakers
6 doelpunten
- Nick Woltemade

5 doelpunten
- Harvey Elliott

4 doelpunten
- Nelson Weiper

3 doelpunten
- William Osula
- Djaoui Cissé
- Geovany Quenda

2 doelpunten
- Clement Bischoff
- Conrad Harder
- Paul Nebel
- Jonathan Rowe
- Topi Keskinen
- Mathys Tel
- Ernest Poku
- Luciano Valente
- Maksym Braharoe
- Henrique Araújo
- Rodrigo Gomes
- Tomáš Suslov
- Daniel Fila

1 doelpunt
- William Bøving
- Oliver Sørensen
- Brajan Gruda
- Ansgar Knauff
- Eric Martel
- Merlin Röhl
- Nicolò Tresoldi
- Elliot Anderson
- Charlie Cresswell
- Omari Hutchinson
- James McAtee
- Alex Scott
- Naatan Skyttä
- Casper Terho
- Matthis Abline
- Thierno Barry
- Johann Lepenant
- Quentin Merlin
- Nathan Zézé
- Giorgi Aboeasjvili
- Vasilios Gordeziani
- Nodar Lominadze
- Saba Sazonov
- Giuseppe Ambrosino
- Tommaso Baldanzi
- Cesare Casadei
- Luca Koleosho
- Niccolò Pisilli
- Thom van Bergen
- Noah Ohio
- Vladyslav Vanat
- Nazar Volosjyn
- Jakub Kałuziński
- Ariel Mosór
- Paulo Bernardo
- Rodrigo Pinheiro
- Ümit Akdağ
- Louis Munteanu
- Samuel Kopásek
- Adam Obert
- Roberto Fernández
- Javi Guerra
- Mikel Jauregizar
- Mateo Joseph
- Marc Pubill
- Jesús Rodríguez
- César Tárrega
- Václav Sejk
- Karel Spáčil

1 eigen doelpunt
- Oliver Provstgaard (tegen Nederland)
- Bright Arrey-Mbi (tegen Tsjechië)